# Operación Ontur
La Operación Ontur se desarrolló entre los días 9 y 12 de septiembre de 2012, con el objetivo de reducir la capacidad de la insurgencia en el área de Galleh Chaghar (referido en los medios españoles como Galezardhak), aproximadamente 10 kilómetros al este del puesto avanzado de combate de Moqur. La operación se llevó a cabo con total éxito.

## La operación
En la operación han intervenido unos 300 militares españoles y unos 200 militares afganos de uno de los Kandak (batallones) a los que asesoran las tropas españoles.
En la operación no sólo han participado efectivos del puesto avanzado de combate de Moqur, donde hay alrededor de 150 militares españoles, sino que ha intervenido la 'Task Force Badghis', creada con miembros de todo el contingente de la ASPFOR XXXI, en la actualidad integrada por efectivos de la Brigada de Infantería Ligera Paracaidista (BRIPAC), según han indicado las citadas fuentes. Los militares afganos han estado acompañados también por sus mentores.
También hubo apoyo aviones no tripulados en misiones de inteligencia y helicópteros de ataque aliados, activados durante el planeamiento de la operación en previsión de la necesidad de su refuerzo.